# Шереметьева, Ада Николаевна
Ада Николаевна Шереметьева (род. 21 июля 1936, Киев) — советская актриса театра и кино, получившая известность в 1960-х гг.

## Биография
Родилась в семье врачей в Киеве. После окончания школы поступила в Киевский политехнический институт на электротехнический факультет (родители не хотели, чтобы дочь стала врачом). Закончив институт и получив диплом, получила направление на работу по распределению, но вместо этого поехала в Москву и успешно сдала вступительные экзамены в Щукинское училище. Ректор училища, однако, отказался зачислять Шереметьеву, узнав, что она должна работать по распределению. В СССР выпускник вуза должен был отработать не менее трёх лет по специальности, а уклонение от этой обязанности влекло возбуждение судебного дела. Получив отказ, девушка поехала в Ленинград и поступила на актёрский факультет Ленинградского государственного института театра, музыки и кинематографии (ЛГИТМиК).
Ещё будучи студенткой, Шереметьева играла в спектаклях Ленинградского театра им. Комиссаржевской, а после окончания института в 1962 году была принята в его труппу. В том же году вышли два фильма с её участием: «Путь к причалу» Г. Данелия и «Молодо-зелено» К. Воинова. В первом она исполнила второстепенную роль кока Майки, а во втором — одну из главных ролей — архитектора Ильиной. Оба фильма стали заметным явлением в советском киноискусстве начала 1960-х годов и принесли известность молодой актрисе. Тогда же проявились характерные черты стиля актрисы, которая создавала образы решительных и вместе с тем женственных героинь. Своеобразный стиль и привлекательные внешние данные позволили актрисе выделиться даже на фоне таких мастеров как О. Табаков, И. Переверзев, Ю. Никулин, Е. Евстигнеев, вместе с которыми она снималась в фильме «Молодо-зелено». Также успешными и выразительными были роли в фильмах «След в океане» (1964), «Мирное время» (1964), «Бурьян» (1967).
В конце 1960-х Шереметьева вышла замуж за известного циркового артиста Леонида Енгибарова, который убедил её прервать карьеру и перейти на работу в цирк. Сначала они переехали в Минск, затем в Москву. Вскоре последовал развод; попытки актрисы вернуться в театр и кино оказались безуспешными. До 2023 года состояла в браке с актёром, певцом и поэтом Анатолием Гороховым, в ноябре 2023 года его не стало.

## Фильмография
- Молодо-зелено, 1962 — Ирина Ильина
- Путь к причалу, 1962 — Майка, кок
- Мирное время, 1964 — Галия
- След в океане, 1964 — Кира Балашова (она же — Людмила Скуратова, ст. лейтенант КГБ)
- Вниманию граждан и организаций, 1965 — Лена, воспитательница
- Бурьян, 1967 — Мария Кожушная
- Улыбнись соседу, 1968 — Ирина Иванова